# SHOOTING STAR (HIM單曲)
《SHOOTING STAR》是日本音樂企劃製作組合HIM的第5張單曲。1996年5月2日由Sony Music Records發行。此外這裡也記述日本女性歌手八反安未果的翻唱版本。

## 解說
《SHOOTING STAR》是音樂企劃製作組合HIM以8cmCD（短冊型）形式發行的單曲。同時成員首次在單曲封面出現。
同名標題曲曾被選為TBS情報綜藝節目《排名王國》片頭主題曲及南運動用品廣告歌曲使用。另外B面歌曲「LOVE GOES」也被1996年4月上映的電影動畫《劇場版 咕嚕咕嚕魔法陣》選為片尾主題曲使用。

## 收錄歌曲
所有歌曲由HIM作曲，Y.MIZUSHIMA編曲。
1. SHOOTING STAR
  - 作詞：HIM、HIMW（日语：和田将志）
  - TBS情報綜藝節目《排名王國（日语：ランク王国）》片頭主題曲[2]、南運動用品廣告歌曲
2. LOVE GOES
  - 作詞：HIM、HIMK（日语：shungo.）
  - 電影動畫《劇場版 咕嚕咕嚕魔法陣》片尾主題曲
3. SHOOTING STAR (Original Karaoke)
4. LOVE GOES (Original Karaoke)

## 收錄專輯
- HIM 2nd專輯『HIMIX A2Z（日语：HIMIX A2Z）』（1997年6月21日發行）
  - ORIGINAL MIX+STARDUST MIX
- 合輯『MAX JAPAN 3（日语：MAX JAPAN）』（1996年11月11日發行）
  - ORIGINAL MIX (M-10)

## 八反安未果翻唱版
《SHOOTING STAR》是日本女性歌手八反安未果的第3張單曲。1999年5月26日由Pony Canyon發行。發行之後於成為她於Oricon初次亮相時創下最高排名第10名和最多銷售量的單曲（但事實上打響八反知名度的不是這首翻唱歌曲，而是由她原唱的其它歌曲）。同名標題曲曾被TBS電視劇《L×I×V×E》選為主題歌使用，同時入圍第41回日本唱片大賞最優秀新人獎。
收錄歌曲
所有歌曲由HIMW、伊秩弘將作詞，水島康貴編曲
1. SHOOTING STAR
  - TBS電視劇《L×I×V×E（日语：L×I×V×E）》主題曲
2. SHOOTING STAR（Instrumental）

收錄專輯
- 『Autumn Breeze（日语：Autumn Breeze）』

## 其他翻唱
2013年，被柏青歌遊戲「Shinzan」選為廣告歌曲使用。由真城惠擔任主唱。

## 外部連結
- 『SHOOTING STAR - 八反安未果』（页面存档备份，存于） （日語）－歌Net（日语：歌ネット）官網，可試聽。